# Charles Knight
Charles Knight (Windsor, 15 marzo 1791 – Addlestone, 9 marzo 1873) è stato un editore e scrittore britannico.
Pubblicò e contribuì a opere come The Penny Magazine, The Penny Cyclopaedia e The English Cyclopaedia, e fondò il Local Government Chronicle.

## Biografia
Figlio di un venditore di libri e stampatore a Windsor, dal quale grazie a lui apprende la sua formazione, intraprese giornalismo ed ebbe molto interesse verso diversi giornali, tra cui il Windsor, Slough end Eton Express.
Nel 1823, insieme agli amici divenne editore (1820-1821) dell'opera The Etonian, inizialmente chiamato Knight's Quarterly Magazine, a cui hanno contribuito Winthrop Mackworth Praed, Derwent Coleridge e Thomas Babington Macaulay.
Una delle sue prime pubblicazioni era il diario del cappellano navale Henry Teonge (1620-1690 circa).